# يوتا ساتو
يوتا ساتو (باليابانية: 佐藤洋太) مواليد 1 أبريل 1984 في موريوكا، اليابان، هو ملاكم محترف ياباني سابق. حقق بطولة المجلس العالمي للملاكمة.

## إحصائيات
خاض خلال مسيرته 30 نزالا، فاز في 26 وتعادل في 1 وخسر في 3. فاز بالضربة القاضية في 12 نزالا.

## روابط خارجية
- يوتا ساتو على موقع بوكس ريك (الإنجليزية) (registration required)